# Freimettigen
Freimettigen är en ort och kommun i distriktet Bern-Mittelland i kantonen Bern, Schweiz. Kommunen har 448 invånare (2023).